# Норман Теуеркауф
Норман Теуеркауф (нім. Norman Theuerkauf, нар. 24 січня 1987, Нордгаузен, НДР) — німецький футболіст, опорний півзахисник клубу «Гайденгайм».

## Ігрова кар'єра

### Клубна
Норман Теуеркауф з п'ятирічного віку почав займатися футболом в спортивній школі міста Герінген. У 2000 році він приєднався до академії клубу «Карл Цейс». З 2003 року футболіст грав за молодіжну команду клубу «Вердер». Один сезон Теуеркайф провів у другій команді «Вердера». Після цього ще півтора роки грав в Регіональній лізі за дублюючий склад франкфуртського «Айнтрахта».
Влітку 20019 року футболіст перейшов до складу «Айнтрахта» з Брауншвейга. 25 липня 2009 року Норман дебютував за першу команду у Лізі 3. У сезоні 2010/11 «Айнтрахт» виграв турнірі Ліги 3 та піднявся до Другої Бундесліги. У сезоні 2012/13 Теуеркауф у складі «Айнтрахта» посів друге місце у Другій Бундеслізі та виборов право грати у вищому дивізіоні. Свою першу гру в елітній лізі Теуеркауф провів 10 липня 2013 року проти бременського «Вердера».
Провівши один сезон у Першій Бундеслізі, «Айнтрахт» повернувся до Другої Бундесліги, а сам Теуеркауф влітку 2015 року як вільний агент перейшов до клубу «Гайденгайм». З яким у сезоні 2022/23 виграв Другу Бундеслігу. А 22 серпня 2024 року Норман Теуеркауф в якості капітана вивів «Гайденгайм» на матч Ліги конференцій проти шведського «Геккена».

### Збірна
У 20016 році Норман Теуеркауф у складі юнацької збірної Німеччини (U-19) брав участь у міжнародному турнірі в Катарі, де провів п'ять матчів.

## Досягнення
Гайденгайм
- Переможець Другої Бундеслігм: 2022/23